# Boker Rocks
Die Boker Rocks sind eine Felsformation auf der Thurston-Insel vor der Küste des westantarktischen Ellsworthlands. Sie ragt 8 km nordöstlich des Von der Wall Point an der Südküste der Insel auf.
Der United States Geological Survey kartierte die Formation anhand eigener Vermessungen und Luftaufnahmen der United States Navy aus den Jahren von 1960 bis 1966. Das Advisory Committee on Antarctic Names benannte sie nach Helmut C. Boker, Meteorologe auf der Byrd-Station zwischen 1964 und 1965.